# Alpine Creek
Alpine Creek é um pequeno rio no Condado de San Mateo, Califórnia, nos Estados Unidos.